# Koichi Oita
Koichi Oita (種田 孝一, Oita Koichi, Tokio, 9 april 1910 – Tokio, 11 september 1996) was een Japans voetballer die als middenvelder speelde.

## Japans voetbalelftal
Koichi Oita maakte op 4 augustus 1936 zijn debuut in het Japans voetbalelftal tijdens een Olympische Zomerspelen 1936 tegen Zweden. Koichi Oita debuteerde in 1936 in het Japans nationaal elftal en speelde 2 interlands.

## Statistieken
| Japans voetbalelftal | Japans voetbalelftal | Japans voetbalelftal |
| Jaar                 | Wed.                 | Dlp.                 |
| -------------------- | -------------------- | -------------------- |
| 1936                 | 2                    | 0                    |
| Totaal               | 2                    | 0                    |